# Avitall Gerstetter

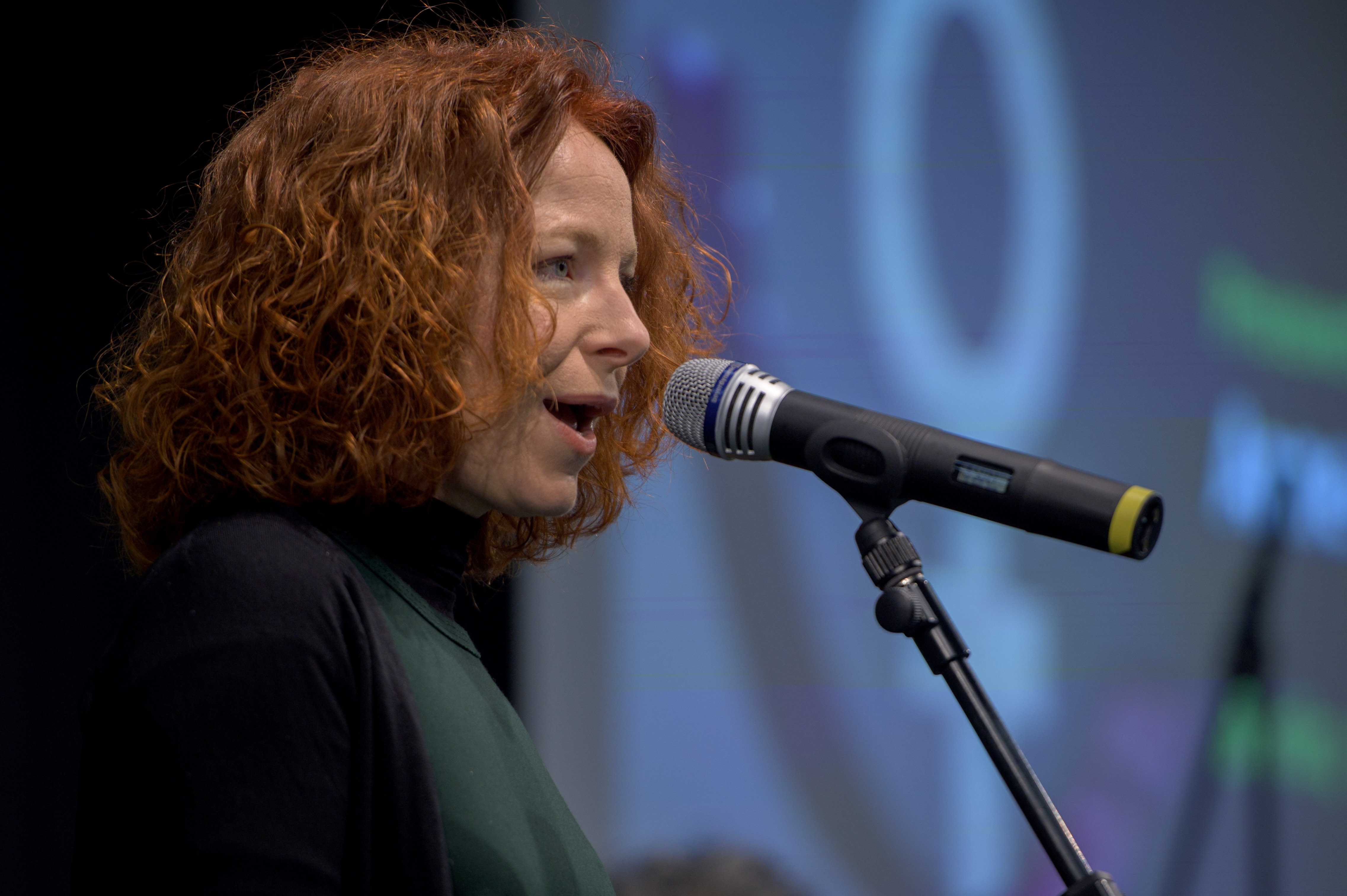
Avitall Gerstetter, 2019

Avitall Gerstetter (* 11. Mai 1972 in Berlin) ist eine deutsche liberal-jüdische Kantorin (Chasanit).

## Leben und Wirken
Avitall Gerstetter wuchs in West-Berlin auf. Ihre Großeltern mütterlicherseits waren in den 1930er Jahren aus Österreich und Ungarn nach Palästina geflüchtet. Ihre Mutter kam als junge Frau aus Haifa nach West-Berlin, wo sie Avitalls Vater traf. Ihr Vater, der Banknoten-Designer Reinhold Gerstetter, konvertierte zum Judentum.
Durch ihre Mutter, die Musik- und Bat-Mizwa-Lehrerin Chava Gerstetter, wurde sie an die Musik herangeführt. Nach dem Abitur studierte Gerstetter als Hauptfach Gesang bei Rudolf Riemer, sowie Klavier, Klarinette und Tanz an der Universität der Künste Berlin. Als Zweitfach studierte sie Englisch an der Technischen Universität Berlin. Schon früh fiel ihr besonderes Gesangstalent als Sopran auf, das sie unter anderem im Chor der Jüdischen Gemeinde der Synagoge Pestalozzistraße bewies. Von Oberkantor Estrongo Nachama wurde sie ermutigt, Kantorin zu werden.
Am 24. Juli 2002 erhielt Gerstetter nach einem Fernstudium im Aleph-Programm von Jewish Renewal ihre Ordination als Kantorin in New York und amtierte seither regelmäßig in der Synagoge Oranienburger Straße, zeitweise auch in der Synagoge Hüttenweg, wobei es anfangs in orthodoxen Kreisen der Berliner Gemeinde Vorbehalte gegen eine weibliche Kantorin gab.
Um Menschen unterschiedlicher Religion zusammenzubringen, organisierte Avitall Gerstetter 2005 in Zusammenarbeit mit haGalil erstmals das interkonfessionelle Fußballturnier Avitallscup. Bei der zweiten Austragung im Juni 2006 spielten je eine atheistische, christliche, jüdische und muslimische Mannschaft. Diese wurden von Prominenten wie Petra Pau und Ulla Meinecke unterstützt, als Schiedsrichter fungierte Hans-Christian Ströbele.
Zusammen mit Konstantin Wecker nahm Gerstetter 2005 eine Benefiz-CD zugunsten von haGalil auf.
Als ihr 2005 die Jüdische Gemeinde zu Berlin kündigte, klagte sie gegen diese und siegte vor Gericht mit ihrer Wiedereinstellungsklage.
Im Vorfeld eines Konzerts im September 2006 in Trier kam es zu einem Eklat, als die Geschäftsführerin des Kulturzentrums Tuchfabrik ihre Raumzusage angesichts der Ereignisse des Libanonkrieges zunächst zurückzog. Nach Protesten der Jüdischen Gemeinde wurde die Absage zurückgenommen.
Am 9. August 2022 erschien auf der Website der Welt ein Artikel von Gerstetter mit dem Titel „Warum die wachsende Zahl der Konvertiten ein Problem für das Judentum ist“. Eine Woche später, am 16. August 2022, stellte sie die Jüdische Gemeinde zu Berlin ohne weitere Angabe von Gründen frei.
Gerstetter gab und gibt zahlreiche Konzerte in Deutschland, England, Italien und in den USA. Ihr Programm umfasst Klassik, Lieder in Jiddisch sowie synagogale Musik.

## Diskographie
- Die jüdische Stimme (2000)
- Avitall in Concert (2003)
- Sage nein zu Antisemitismus (2005, zusammen mit Konstantin Wecker)
- Walking the corniche (2007)
- we will remember them (2008, zusammen mit Dominic Miller und Mike Lindup)
- Live in Berlin (2011)